# سد يوسف بن تاشفين
سد يوسف بن تاشفين هو سد ترابي بالمغرب شُيد على واد ماسة سنة 1972 ويبلغ حجم خزانه 303.5 ملايين متر مكعب.

## التسمية
يحكي أهل المنطقة أنه سمي بـسد يوسف بن تاشفين لأنه شيد على أراض كانت مزارع ليوسف بن تاشفين.

## هدف تشييده
شيد بهدف تزويد ساكنة المناطق المجاورة له بالمياه الصالحة للشرب و لري المزارع والمغارس والأراضي الفلاحية لمنطقة اشتوكة.

## معرض الصور

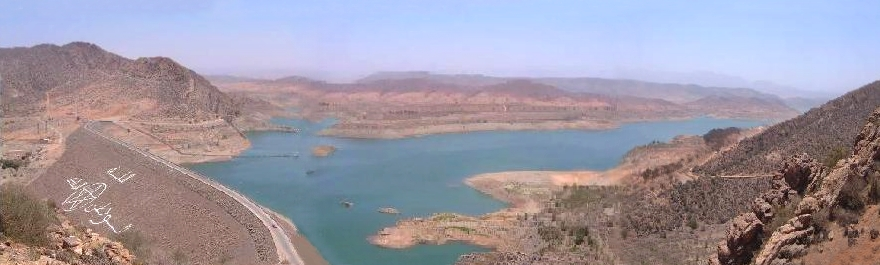
صورة عامة لـسد يوسف بن تاشفين